# Christoph Augustynowicz
Christoph Augustynowicz (ur. 1969) – austriacki historyk.

## Życiorys
Doktorat obronił w 1997 roku, a habilitację uzyskał w 2007 i w tym samym roku został mianowany profesorem w Institut für Osteuropäische Geschichte na Uniwersytecie w Wiedniu. Członek komitetu redakcyjnego serii książek naukowych o tematyce historycznej „Galicja i jej dziedzictwo”.
Zajmuje się historią Polski, stereotypami dotyczącymi Europy Środkowej oraz motywem wampirów na przestrzeni dziejów.

## Publikacje w języku niemieckim
- Die Kandidaten und Interessen des Hauses Habsburg in Polen-Litauen wÉhrend des zweiten Interregnum 1574-1576, Wien: WUV UniversitÉtsverlag 2001.
- Piast – ein Begriff zwischen Programmen und historischen Traditionen, „Österreichische Osthefte” 43 (2001), s. 333–350.
- Russland, Polen und Österreich in der frühen Neuzeit: Festschrift für Walter Leitsch zum 75. Geburtstag, hrsg. von Christoph Augustynowicz, Wien: Böhlau 2003.

## Publikacje w języku polskim
- Plan miasta Sandomierza z 1798 roku, „Zeszyty Sandomierskie” 9 (2002), nr 15, s. 43–48.
- Wiedeńska genealogia Oskara Haleckiego, [w:] Oskar Halecki i jego wizja Europy, red. Małgorzata Dąbrowska, t. 2, Warszawa–Łódź: Instytut Pamięci Narodowej 2014, s. 15–20.